# Catherine Martin (décoratrice)
Pour les articles homonymes, voir Catherine Martin et Martin.
Catherine Martin, née le 26 janvier 1965  à Lindfield (Nouvelle-Galles du Sud, Australie), est une costumière, chef décoratrice, décoratrice et productrice de cinéma australienne.

## Biographie
Catherine Martin grandit à Sydney et fait des études au Sydney College of the Arts, puis à l'Institut national d'art dramatique, où elle rencontre son futur mari Baz Luhrmann,.

## Théâtre
- 1989 : Diary of a Madman : décors
- 1990 : La Bohème, mise en scène de Baz Luhrmann : décors et costumes
- 2002 : La Bohème, mise en scène de Baz Luhrmann : décors et costumes

## Filmographie (sélection)

### Télévision
- 2016 : The Get Down (12 épisodes) : production déléguée + costumes

### Cinéma
- 1992 : Ballroom Dancing (Strictly Ballroom) de Baz Luhrmann : direction artistique
- 1996 : Roméo + Juliette (William Shakespeare's Romeo + Juliet) de Baz Luhrmann : production associée + direction artistique
- 2001 : Moulin Rouge (Moulin Rouge!) de Baz Luhrmann : production associée + costumes + direction artistique
- 2008 : Australia de Baz Luhrmann : co-production + costumes + direction artistique
- 2013 : Gatsby le Magnifique (The Great Gatsby) de Baz Luhrmann : production + costumes + direction artistique
- 2022 : Elvis de Baz Luhrmann : production + costumes + direction artistique

## Distinctions

### Récompenses
- BAFTA 1993 : meilleurs costumes et meilleurs décors pour Ballroom Dancing
- BAFTA 1998 : meilleurs décors pour Roméo + Juliette
- Oscars 2002 : meilleurs décors et meilleure création de costumes pour Moulin Rouge
- Tony Awards 2003 : Tony Award des meilleurs décors pour La Bohème
- Oscars 2014 :  meilleurs décors et meilleure création de costumes pour Gatsby le Magnifique
- BAFTA 2014 : meilleurs costumes et meilleurs décors pour Gatsby le Magnifique
- BAFTA 2023 : meilleurs costumes pour Elvis

### Nominations
- Oscars 1997 : meilleurs décors pour Roméo + Juliette
- BAFTA 2002 : meilleurs costumes et meilleurs décors pour Moulin Rouge
- Tony Awards 2003 : Tony Award des meilleurs costumes pour La Bohème (avec Angus Strathie)
- Oscars 2009 : meilleure création de costumes pour Australia
- Oscars 2023 : meilleurs décors et meilleure création de costumes pour Elvis